# M-5 (Montenegro)
De M-5 of Magistralni Put 5 is een hoofdweg in het oosten van Montenegro. De weg loopt van Ribarevine (aansluiting op de M-2) naar de grens met Servië bij Dračenovac. In Servië loopt de weg verder als M22 naar Novi Pazar.
De M-5 is ongeveer 78 kilometer lang en over de gehele lengte onderdeel van de E65 tussen Malmö in Zweden en Chania in Griekenland en van de E80 tussen Lissabon in Portugal en Gürbulak in Turkije.

## Geschiedenis
In de tijd dat Montenegro bij Joegoslavië hoorde, was de huidige M-5 onderdeel van de Joegoslavische hoofdweg M2. Deze weg liep van Italië via de Adriatische kust, Podgorica, Pristina en Skopje naar Bulgarije. Na het uiteenvallen van Joegoslavië en de onafhankelijkheid van Montenegro behield de weg haar nummer in Montenegro. In 2016 werden de wegen in Montenegro opnieuw ingedeeld, waarbij de M-2 kwam te lopen van Petrovac na Moru aan de kust naar de grens met Servië ten noorden van Bijelo Polje. Het gedeelte van de voormalige M-2 tussen Ribarevina en de grens met Servië bij Dračenovac kreeg het nummer M-5.